# Хотц, Жан
Жан Хотц (фр. Jean Hotz) (16 июня 1890 года, Устер — 27 декабря 1969 года, Морж) — министр и директор департамента торговли Федерального департамента экономики Швейцарии в 1930—1950 годы, включая период Второй мировой войны.

## Биография
Жан Хотц родился в Устер-Нениконе в семье фермеров. Изучал экономику и право в Цюрихе, Женеве и Лондоне, а в 1917 году получил степень доктора в Цюрихском университете. С 1915 по 1918 год преподавал коммерческие предметы в кантональной школе в Цюрихе. В 1922 году Хотц стал сотрудником торгового отдела Федерального департамента экономики (EVD) и заместителем генерального секретаря. В 1928 году он был назначен заместителем директора, а в 1935 году директором торгового отдела EVD. Благодаря этой руководящей должности он принимал активное участие во внешней торговой политике Швейцарии во время Великой депрессии и Второй мировой войны. Вместе с Робертом Коли и Генрихом Хомбергером Хотц был членом постоянной делегации по экономическим переговорам с зарубежными странами, которая с 1939 года играла главную роль в международных отношениях Швейцарии и возглавляла экономические переговоры с воюющими странами. В биографии историка и журналиста Рене Бондта, опубликованной в 2010 году, говорится: «Швейцария обязана своим экономическим выживанием во время Второй мировой войны сыну фермера». В 1947 году он был назначен министром.
После Второй мировой войны Хотц создал «Консультативную комиссию по внешней торговой политике» и «Постоянное деловое представительство», в состав которых вошли главы деловых ассоциаций и заинтересованных федеральных агентств, и возглавлял их до своей отставки в октябре 1954 года. Он также представлял Швейцарию в Совете Организации европейского сотрудничества (OECE). В мае 1950 года Хотц участвовал в заключении Соглашения о Европейском платежном союзе (EPU), а в июле 1951 года он заключил так называемое Соглашение Хотца-Линдера об ограничении торговли Швейцарии с востоком. После ухода из Министерства экономики он был членом различных советов директоров, таких компаний как Sandoz, Sulzer, Tobler и Câbleries de Cossonay.
Жан Хотц был почётным гражданином Устера (кантон Цюрих). В ноябре 1959 года, ещё при жизни, промышленные предприятия округа Устера поставили ему памятник — фонтан. Он также был постоянным почётным гостем на собраниях делегатов Швейцарской торгово-промышленной ассоциации.
Хотц умер в Морже в 1969 году. Его наследие находится в Архиве современной истории Федерального института технологии Цюриха (ETH Zurich). Некоторые труды Хотца хранятся в библиотеке Пауля Кляуи в Устере.

## Труды
- Division du commerce et politique commerciale pendant la guerre. In: L’économie de guerre en Suisse, 1939—1948. 1951.